# Palestyna w Sułtanacie Egiptu
Palestyna w Sułtanacie Egiptu znajdowała się w okresie od 1187 do 1250 roku.

## Historia

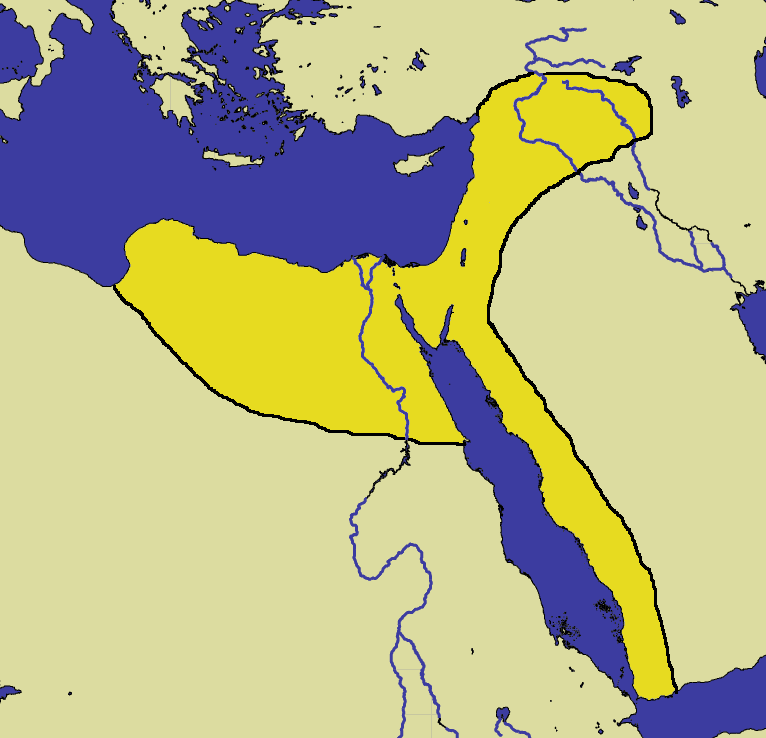
Sułtanat Egiptu w 1189 roku

### Rys ogólny
W 1171 roku wezyr Saladyn obalił rządy kalifów z dynastii Fatymidów w Egipcie i ogłosił się sułtanem. Powstał sułtanat Egiptu w którym rządzili sułtani z dynastii Ajjubidów.
Potęga sułtana Saladyna rosła wraz z nowymi zdobyczami terytorialnymi. W 1174 r. zdobył Damaszek w Syrii.
W 1181 roku książę Antiochii, Renald de Châtillon, samowolnie zerwał zawieszenie broni z muzułmańskim sułtanem Saladynem i rozpoczął działania wojenne na Morzu Czerwonym. Między innymi napadnięto na samo serce islamu, na Mekkę. Wywołało to natychmiastową reakcję świata muzułmańskiego, który zjednoczył się pod wodzą sułtana Saladyna.

### Historia Palestyny

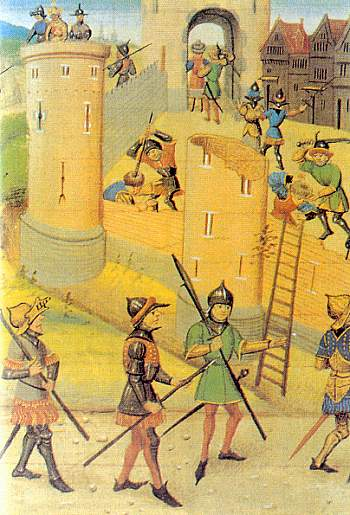
Saladyn zdobywa Jaffę w 1191 roku

W 1186 roku sułtan Saladyn zażądał od króla Królestwa Jerozolimskiego Gwidona z Lusignan wypłacenia odszkodowania i zwrotu łupów zagrabionych przez Renalda de Châtillon. Wobec jego odmowy, wojska arabskie wkroczyły do Palestyny i pokonały krzyżowców w bitwie pod Hittin (1187 r.). Saladyn zdobył Tyberiadę, Akkę, Jaffę i Jerozolimę.
W odpowiedzi, siły angielskie i francuskie (III wyprawa krzyżowa) w 1191 roku zdobyły twierdzę Akkę, a następnie pas nadmorski z Cezareą i Jaffą. W toku dalszych działań krzyżowcy uzyskali korzystny pokój (1192 r.) z sułtanem Saladynem, dającym swobodny dostęp chrześcijanom do miejsc świętych w Palestynie.
W 1229 roku wyprawa Fryderyka II odzyskała Jerozolimę. W 1239 roku krzyżowcy zawarli sojusz z Syrią przeciwko Egiptowi, i wykorzystując spory pomiędzy muzułmanami przejęli kontrolę nad całą Galileą. W 1240 roku przejęli kontrolę nad Górą Tabor.
Pomimo to, w 1244 roku nastąpiła ostateczna utrata przez krzyżowców Jerozolimy.